# Jerry Heidenreich
Jerôme Alan Heidenreich, conegut com a Jerry Heidenreich, (Tulsa, Estats Units 1950 - París 2002) fou un nedador nord-americà, guanyador de quatre medalles olímpiques.

## Biografia
Va néixer el 4 de febrer de 1950 a la ciutat de Tulsa, població situada a l'estat d'Oklahoma.
Va morir el 18 d'abril de 2002 a la ciutat de París, població situada a l'estat de Texas, a conseqüència d'un suïcidi.

## Carrera esportiva
Especialista en la modalitat de crol i papallona, va participar als 22 anys en els Jocs Olímpics d'Estiu de 1972 realitzats a Múnic (Alemanya Occidental), on va aconseguir guanyar la medalla d'or en els relleus 4x100 metres lliures i relleus 4x100 metres estils, aconseguint sengles rècords del món amb un temps de 3:26.42 m. i 3:48.16 minuts respectivament. En aquests mateixos Jocs aconseguí guanyar la medalla de plata en els 100 metres lliures i la medalla de bronze en els 100 metres papallona.
Al llarg de la seva carrera guanyà tres medalles en els Jocs Panamericans, totes elles d'or.